# Purussaurus
Purussaurus ist eine ausgestorbene Gattung der Krokodile (Crocodylia), die vermutlich die großwüchsigsten Vertreter innerhalb dieser Gruppe beinhaltet. Die Körperlänge der Individuen der größten Spezies, Purussaurus brasiliensis, wird auf bis zu 12,5 Meter geschätzt. Purussaurus gilt als Verwandter der Kaimane (Caimaninae), die wiederum zu den Alligatoren (Alligatoridae) gehören. Er lebte während des oberen Miozäns, vor etwa 15 bis acht Millionen Jahren, in der Nordhälfte Südamerikas. Purussaurus ist durch mehrere Schädelfunde und einzelne Wirbel und Rippen aus Venezuela, Kolumbien, Peru, Bolivien und dem brasilianischen Bundesstaat Acre bekannt.

## Merkmale

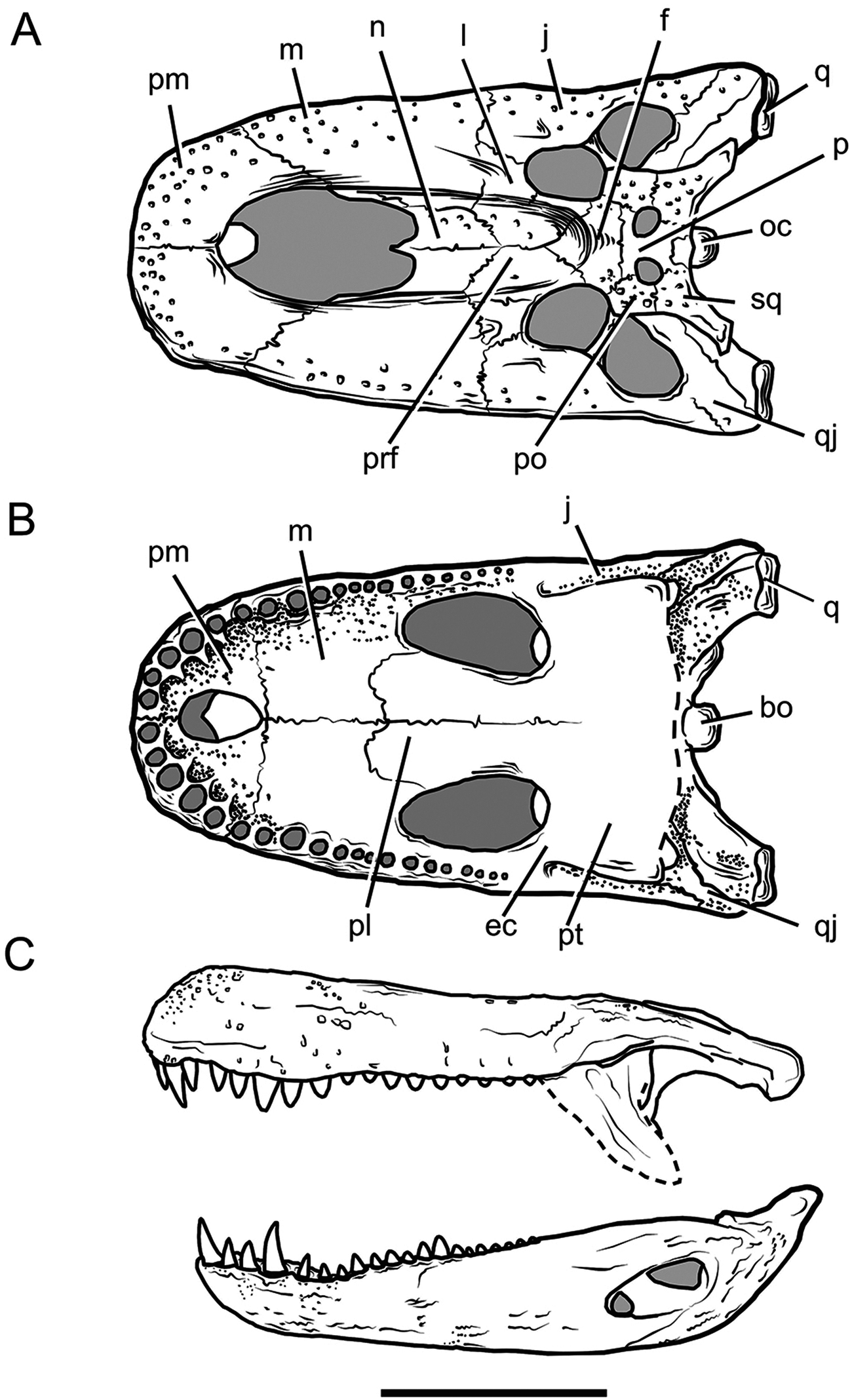
Schädel von Purussaurus brasiliensis

Die Purusaurus zugeordneten Schädel besitzen eine Länge von 90 cm bis 1,4 Metern. Davon ausgehend wird die Körperlänge der entsprechenden Tiere auf maximal 12,5 Meter geschätzt. Der Schädel ist massig gebaut, mit weit oben liegenden und recht eng stehenden Augen. Die Kiefer sind sehr kräftig und breit. Die Schnauzenspitze ist relativ rund. Die vordere Schnauzenpartie ist stark gewölbt und mit knöchernen Beulen und Graten versehen.

## Systematik

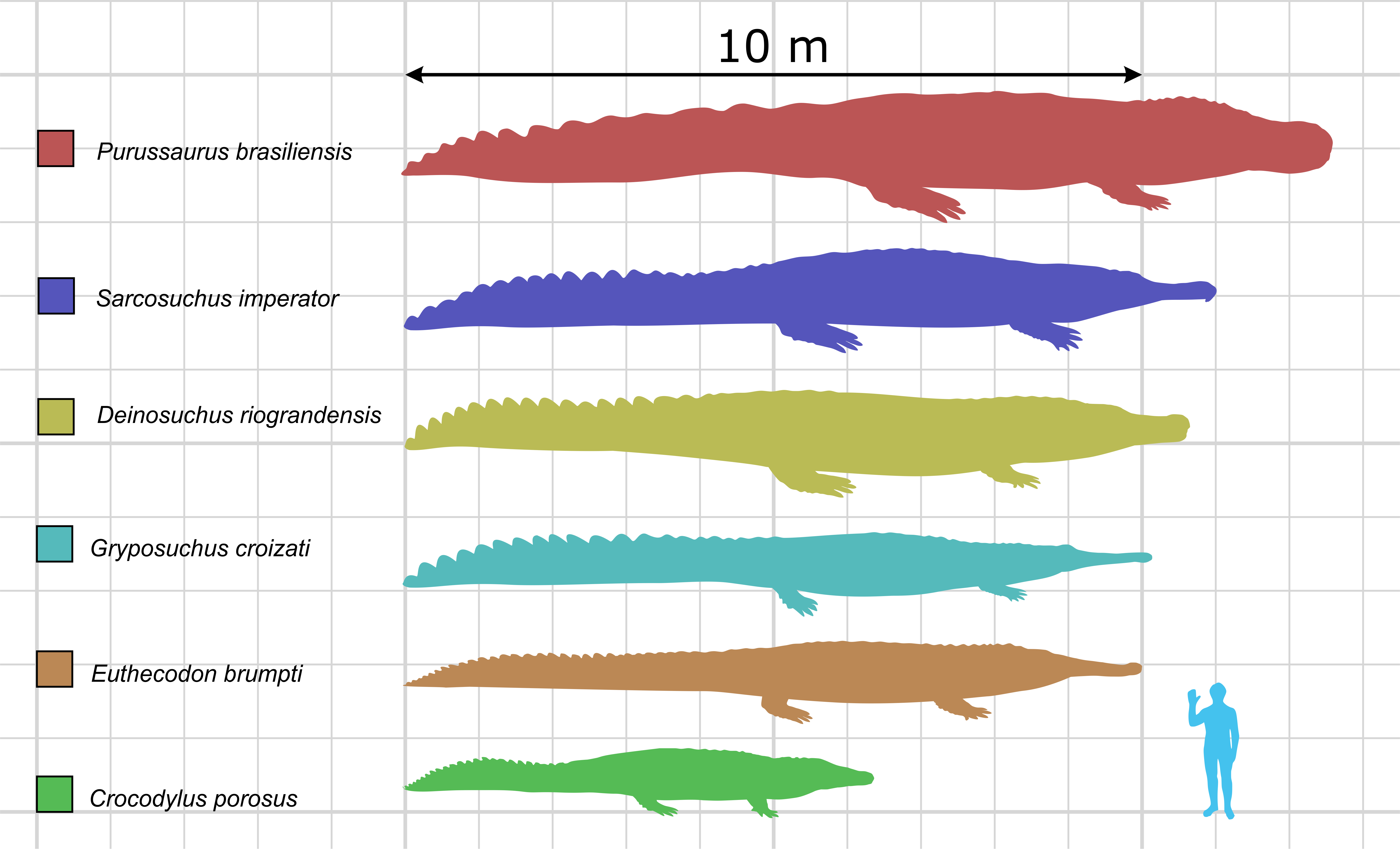
Die größten Krokodile der Erdgeschichte im Vergleich

Aktuell werden drei Arten unterschieden: die Typusart und größte Art Purussaurus brasiliensis sowie Purussaurus neivensis, zunächst als Dinosuchus neivensis beschrieben, und Purussaurus mirandai, der erst 2006 beschrieben wurde. Letzterer hat, im Vergleich zu den anderen Arten, einen besonders flachen Schädel und breitere äußere Nasenöffnungen. Bei P. mirandai und P. brasiliensis sind die äußeren Nasenöffnungen im Gegensatz zu P. neivensis generell sehr groß und langgestreckt und die sich an deren Hinterende anschließenden „Nasenbeine“ (Nasalia) sind entsprechend kurz ausgebildet.
Purussaurus bildet mit den Echten Kaimanen (Caiman) und dem Schwarzen Kaiman (Melanosuchus niger) eine Klade, die die Schwestergruppe der Glattstirnkaimane (Paleosuchus) ist.

## Lebensweise
Über die Lebensweise von Purussaurus ist fast nichts bekannt. Der sehr große, schwere Schädel lässt vermuten, dass er streng aquatisch lebte. Seine Zähne waren an der Krone etwas abgeflacht und es könnte sein, dass er neben Fischen, Schildkröten, anderen Krokodilen und zur Tränke kommenden Säugetieren auch Pflanzen fraß, wie es heute auch Kaimane gelegentlich tun. Im August 2020 wurde ein Schienbein eines Riesenfaultiers aus der Familie Mylodontidae beschrieben, das zahlreiche Purussaurus zugeschriebene Bissmarken aufwies.